# Awsworth
Awsworth – wieś w Anglii, w hrabstwie Nottinghamshire, w dystrykcie Broxtowe. Leży 11 km na północny zachód od miasta Nottingham i 183 km na północny zachód od Londynu.